# Jürg Hassler
Jürg Hassler (* 4. September 1938 in Zürich) ist ein Schweizer Fotograf, Bildhauer, Drehbuchautor, Filmregisseur, Kameramann und Filmeditor.

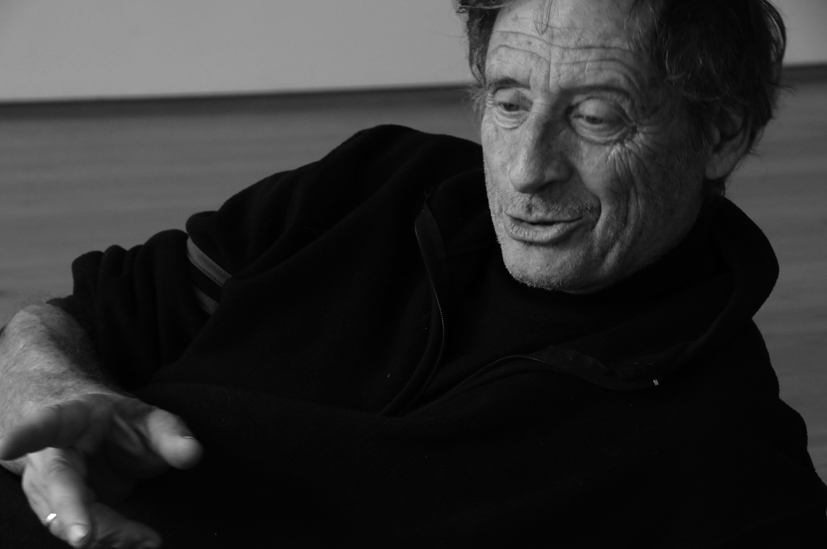
Jürg Hassler

## Leben und Werk
Jürg Hassler war der Sohn von Rolf Hassler und Marianne Hassler-Kirsch und wuchs in Zürich auf. Als Jugendlicher lernte er auf seinem täglichen Schulweg den Bildhauer Hans Josephsohn kennen. Zum Missfallen des Vaters, der seinen Sohn gerne auf einer akademischen Laufbahn gesehen hätte, wurde Hassler nach abgeschlossener Matura Schüler und Gehilfe bei Josephsohn.
Von 1958 bis 1960 besuchte Hassler die Fotoschule Vevey. Im Anschluss daran arbeitete er ein Jahr lang als Steinmetz in Genf und Umgebung, bis er 1961 die Schweiz verliess, um in Neapel selbständig als Plastiker zu arbeiten. Unter dem starken Eindruck seines Lehrmeisters, geistigen Vaters und Freunds Josephson empfand Hassler seine eigenen bildhauerischen Versuche jedoch bald als epigonenhaft, so dass er nach einem Jahr wieder in die Schweiz zurückkehrte.
In den folgenden Jahren arbeitete er als freischaffender Fotoreporter für den Tages-Anzeiger und die Neue Berliner Illustrierte sowie als Theaterfotograf für einige Inszenierungen von Benno Besson. Zudem engagierte er sich politisch, unter anderem gegen den Krieg in Vietnam und für die Befreiungskämpfe in Afrika.

### Karriere als Filmemacher
Von 1967 bis 1968 belegte Hassler die Filmkurse 1 und 2 an der Kunstgewerbeschule Zürich. Fast zeitgleich entstand sein erster Film über die Zürcher Jugendunruhen im Sommer 1968 (Globuskrawall), die den Auftakt der 68er-Bewegung in der Schweiz bildeten. Die 1970 veröffentlichte Polit-Dokumentation mit dem Titel Krawall machte den Aktivisten und Filmemacher Hassler in der ganzen Schweiz bekannt. Doch sein Leben war immer von extremen Kontrastsituationen geprägt. So bereiste er mit seiner späteren ersten Frau Simone als Nachtclub-Artist Europa und Asien. Aus dieser Ehe ging die Tochter Marem hervor, die heute als Schauspielerin arbeitet.
Mitte der 1970er Jahre begann Hassler seinen zweiten Langfilm über sein Vorbild Josephsohn. Den Film Josephsohn, Stein des Anstosses verband er mit seinem Wunsch nach ‚Reinigung‘. Die revolutionären Ziele, die in Krawall propagiert wurden, waren ihm zu abstrakt und zu sehr an der Oberfläche geblieben. Er bemängelte, dass es zu keinem echten Austausch zwischen den aufständischen Jugendlichen und Studenten und der restlichen Bevölkerung gekommen war. Sein Ziel war es nun, die ideologischen Begriffe mit Inhalt zu füllen. Josephsohn verkörperte für Hassler Ganzheit und Erlebnistiefe.
Diese Tendenz setzte sich fort im Film Welche Bilder, kleiner Engel, wandern durch Dein Angesicht? (1986) mit Ursula Looser. Neben diesen realisierte Hassler weitere Filme wie beispielsweise Gösgen (1986), ein Film über die Volksbewegung gegen Atomkraftwerke, oder den Kurzfilm Les Débordants (1990), eine Art Gegengeschichte des Schweizerfilms, vor allem über seine Extremkletterer, die im Selbstmord abstürzten.
Bei etlichen Meilensteinen der Schweizer Filmgeschichte hat Hassler massgeblich mitgearbeitet. Dazu zählen Filme wie Züri brännt (1980) über die Jugendunruhen in der Schweiz, Dani, Michi, Renato & Max (1987) von Richard Dindo sowie die vielfach ausgezeichneten Filme von Thomas Imbach, mit dem er seit Anfang der 1990er Jahre regelmässig zusammenarbeitet. Ebenso lange realisiert er als Kameramann Filme mit dem afrikanischen Filmemacher Saint Pierre Yaméogo.

### Zurück in der Bildhauerei
Neben seinen Filmprojekten hat Hassler auch wieder zur Bildhauerei zurückgefunden. Seit mehreren Jahren arbeitet er an Schachobjekten. Dabei löst Hassler nicht nur die klassische schwarz-weiss Einteilung auf, sondern auch die herkömmlichen Figuren, die sich in symbolhafte Zeichen verwandeln. Ebenso verliert das Spiel seine Zweidimensionalität. Nur die Regeln bleiben unangetastet. Innerhalb dieser sind den möglichen Ausdrucksformen jedoch keine Schranken gesetzt. Dabei entsteht eine neue vielschichtige Ebene, die die Grenzen des Schachs erweitert und dem Spiel eine neue spielerische Qualität hinzufügt. Das Denken soll sich mit der Komplexität des Spiels erweitern und zur geistigen Weiterentwicklung beitragen, welche die Komplexität der heutigen Welt erfordert.
Die bisher entstandenen Arbeiten wurden erstmals 2008/2009 im Basler Museum Tinguely unter dem Titel MATTOMATT einem grösseren Publikum präsentiert.
Hassler lebt und arbeitet heute in Küsnacht bei Zürich und in Paris, wo seine zweite Frau Josette und der gemeinsame Sohn Yoni leben.

## Filmografie

### Als Regisseur
- 1970: Krawall
- 1971: Pour un centre autonome
- 1977: Josephson, Stein des Anstosses
- 1978: Gösgen. Ein Film über die Volksbewegung gegen Atomkraftwerke
- 1986: Welche Bilder, kleiner Engel, wandern durch dein Angesicht?
- 1987: Vous oublierez, vous oublierez…
- 1990: Les Débordants
- 1998: Nano Babies

### Als Kameramann
- 1967: Una vita normale, Regie: Luc Yersin
- 1980: Züri brännt (Co-Kamera)
- 1983: Max Haufler. Der Stumme (Videokamera), Regie: Richard Dindo
- 1985: El Suizo - Un amour en Espagne (Co-Kamera), Regie: Richard Dindo
- 1986: Eine gewisse Josette Bauer (Co-Kamera), Regie: Uli Meier
- 1987: Dani, Michi, Renato & Max, Regie: Richard Dindo
- 1989: Lüzzas Walkman, Regie: Christian Schocher
- 1989: Geister & Gäste. In Memoriam Grand Hotel Brissago (Co-Kamera), Regie: Isa Hesse-Rabinovitch
- 1990: Hinterland. Eine Vater-Sohn-Geschichte, Regie: Dieter Gränicher
- 1990: Laafi. Tout va bien, Regie: S. Pierre Yaméogo
- 1991: Perfect Life (Co-Kamera), Regie: Véronique Goël
- 1993: Wendemi, l’enfant du bon dieu, Regie: S. Pierre Yaméogo
- 1994: Well Done, Regie: Thomas Imbach
- 1996: Return to Paradise (Co-Kamera), Regie: Richard Dindo
- 1997: Ghetto, Regie: Thomas Imbach
- 2001: Happiness is a Warm Gun, Regie: Thomas Imbach
- 2002: Der Fälscher, Regie: Johannes Flütsch
- 2002: Happy Too, Regie: Thomas Imbach
- 2002: Moi et mon blanc, Regie: S. Pierre Yaméogo
- 2005: Delwende, Regie: S. Pierre Yaméogo
- 2006: Lenz, Regie: Thomas Imbach
- 2007: I was a Swiss Banker, Regie: Thomas Imbach
- 2011: Passion Despair, Regie: Steff Gruber

### Als Filmeditor
- 1993: Ur-Musig, Regie: Cyrill Schläpfer
- 1993: Tanz der blauen Vögel, Regie: Lisa Fässler
- 1993: Well Done (Co-Schnitt), Regie: Thomas Imbach
- 1996: A propos de Joye, Regie: Isolde Marxer
- 1997: Ghetto (Co-Schnitt), Regie: Thomas Imbach
- 1998: Tumult im Urwald (Co-Schnitt), Regie: Lisa Faessler
- 2001: Happiness is a Warm Gun (Co-Schnitt), Regie: Thomas Imbach
- 2002: Happy Too (Co-Schnitt), Regie: Thomas Imbach
- 2006: Lenz (Co-Schnitt), Regie: Thomas Imbach
- 2007: I was a Swiss Banker, Regie: Thomas Imbach

### Als Drehbuchautor
- 1998: Nano Babies (Co-Drehbuchautor)
- 2007: I was a Swiss Banker (Co-Drehbuchautor)

### Andere künstlerische Mitarbeit
- 1994: Ernesto ‚Che‘ Guevara – Le Journal de Bolivie (Ton), Regie: Richard Dindo
- 2001: Abril Despedaçado (Hinter der Sonne) (Advisor), Regie: Walter Salles

## Ausstellungen
- Scacchi Matti, Centro Culturale Svizzero, Mailand 2003
- MATTOMATT. Schachobjekte von Jürg Hassler, Museum Tinguely, Basel 2008/09
- Senseo, Lichthof Universität Zürich 2010

## Bühnenbild
- Le roi des aulnes, Thêatre de la Tempête, Paris 1970
- Frankenstein, Maison de la culture, Bourges 1989

## Auszeichnungen
- 1970: Qualitätsprämie für Krawall
- 1977: Qualitätsprämie für Josephson, Stein des Anstosses
- 1977: Zürcher Filmpreis für Josephson, Stein des Anstosses
- 1987: Zürcher Filmpreis für Welche Bilder, kleiner Engel, wandern durch dein Angesicht?
- 1990: Qualitätsprämie für Les Débordants
- 1993: Qualitätsprämie Schnitt für Tanz der blauen Vögel
- 1997: Zürcher Filmpreis für die „visuelle Gestaltung“ von Ghetto